# 苏伯
苏伯（2世纪—3世纪），东汉末年河间郡百姓。
汉献帝建安十七年（212年），丞相曹操正在西征马超，苏伯和同乡百姓田银作乱，煽动幽、冀两州。曹操之子五官中郎将曹丕当时留守邺城，想亲自讨伐他们，功曹常林说北方吏民乐安厌乱，田、苏乌合之众不能为害，如今大军在远方，外有强敌，曹丕镇守天下，若轻率出征，即使赢了也不武。于是曹丕派将军贾信讨伐，行安西将军曹仁也受任为行骁骑将军都督七军前去讨伐，鲜卑大人（首领）轲比能也率三千余骑随护乌丸校尉阎柔前去征讨，很快消灭了田、苏。二人余部千余人请求投降，大臣们都说：“曹公有旧法，被围而后投降者不赦。”参知军事程昱却说：“以前之所以要诛杀投降者，是因为当时局势动荡，天下大乱，攻打贼人时采取‘围而后降者不赦’的方针，目的在于向其它乱党显示不尽早投降的后果，让所有敌人都感到惧怕，未围先降，那以后用兵便不需要动辄围城。如今天下形势大致已经安定，而且今次的战事是发生在领土之内，这些都是不成气候的贼众，杀了他们也没有可以示威示惧的地方，失去了以往诛降的策略意义。因此我认为这些降兵不可诛杀；即使要诛杀他们，也要先询问曹公的意见。”大臣们都说：“军事方面我们可以自行下决定，毋须事事向曹公启奏啊！”程昱闻言后，不再作出回应。直至朝议完结后，曹丕离开议堂，特地引见程昱，向其询问：“您似乎言犹未尽？”程昱方才表示：“所谓‘可以自行下决定’的制度，是指面对临时之急，需要尽速立定决策的时候，才可以实行的。如今反贼已经被贾信制服，此事不会突发太过急剧的异变。因此老臣才不希望将军急于自作主张，做出专制的事情。”曹丕这才明白程昱的苦心，叹道：“程君真是考虑得十分周到啊！”他即时将河间叛变一事向曹操交代。居府长史国渊也进劝这些人不是首恶不应行刑，曹操果然下令不诛降者。曹操还都知道来龙去脉后，十分喜悦，对程昱说：“君不单止明于军事计略，也善于处理别人父子之间的事情。”
曹操当时追杀马超到安定郡，因得知田银、苏伯作乱而向东回军，参凉州军事杨阜警告曹操若不防备马超，陇上诸郡将为马超所夺。曹操认为杨阜说得对，但回师仓促没有完成周密的防备。曹操回师后，七月，马超果然率羌、胡攻打陇上诸郡县，郡县都响应他，只有冀城固守，后也被马超攻陷。